# Turcz
Turcz (deutsch Thorms) ist ein Ort in der polnischen Woiwodschaft Ermland-Masuren. Er gehört zur Gmina Sępopol (Stadt- und Landgemeinde Schippenbeil) im Powiat Bartoszycki (Kreis Bartenstein).

## Geographische Lage
Turcz liegt in der nördlichen Mitte der Woiwodschaft Ermland-Masuren, neun Kilometer nordöstlich der Kreisstadt Bartoszyce (deutsch Bartenstein).

## Geschichte
Im Jahre 1487 wurde das kleine Dorf Thorms erstmals erwähnt. Er bestand aus ein paar kleinen Höfen.
Als 1874 im ostpreußischen Kreis Friedland (ab 1927: Kreis Bartenstein) der Amtsbezirk Landskron (polnisch Smolanka) errichtet wurde, wurde Thorms eingegliedert und war bis 1939 eigenständiger Teil desselben.
Zählte Thorms 1905 noch 94 Einwohner, so waren es 1910 nur noch 80 und 1933 lediglich 76.
Am 1. April 1939 verlor Thorms seine Eigenständigkeit und wurde in die Nachbargemeinde Roskeim (polnisch Roskajmy) eingegliedert.
Als 1945 in Kriegsfolge das gesamte südliche Ostpreußen an Polen überstellt wurde, bekam Thorms die polnische Namensform „Turcz“. Der kleine Ort ist heute ein Teil der Stadt- und Landgemeinde Sępopol (Schippenbeil) im Powiat Bartoszyce (Kreis Bartenstein), von 1975 bis 1998 der Woiwodschaft Olsztyn, seither der Woiwodschaft Ermland-Masuren zugehörig. Im Jahre 2021 zählte Turcz 40 Einwohner.

## Kirche
Bis 1945 war Thorms in die evangelische Kirche Schippenbeil in der Kirchenprovinz Ostpreußen der Kirche der Altpreußischen Union, außerdem in die römisch-katholische Kirche Bartenstein im damaligen Bistum Ermland eingepfarrt.
Heute gehört Turcz katholischerseits nach wie vor zu Bartoszyce, jetzt allerdings im Erzbistum Ermland gelegen, und auch evangelischerseits zur Kreisstadt, deren Kirche eine Filialkirche der Pfarrei Kętrzyn (Rastenburg) in der Diözese Masuren der Evangelisch-Augsburgischen Kirche in Polen ist.

## Verkehr
Turcz liegt an einer Nebenstraße, die von der Stadt Sępopol (Schippenbeil) über Liski (Liesken) bis nach Żydowo (Siddau) in der Gmina Bartoszyce führt. Eine Bahnanbindung besteht nicht.